# Эдисултанов, Шита Шамсудинович

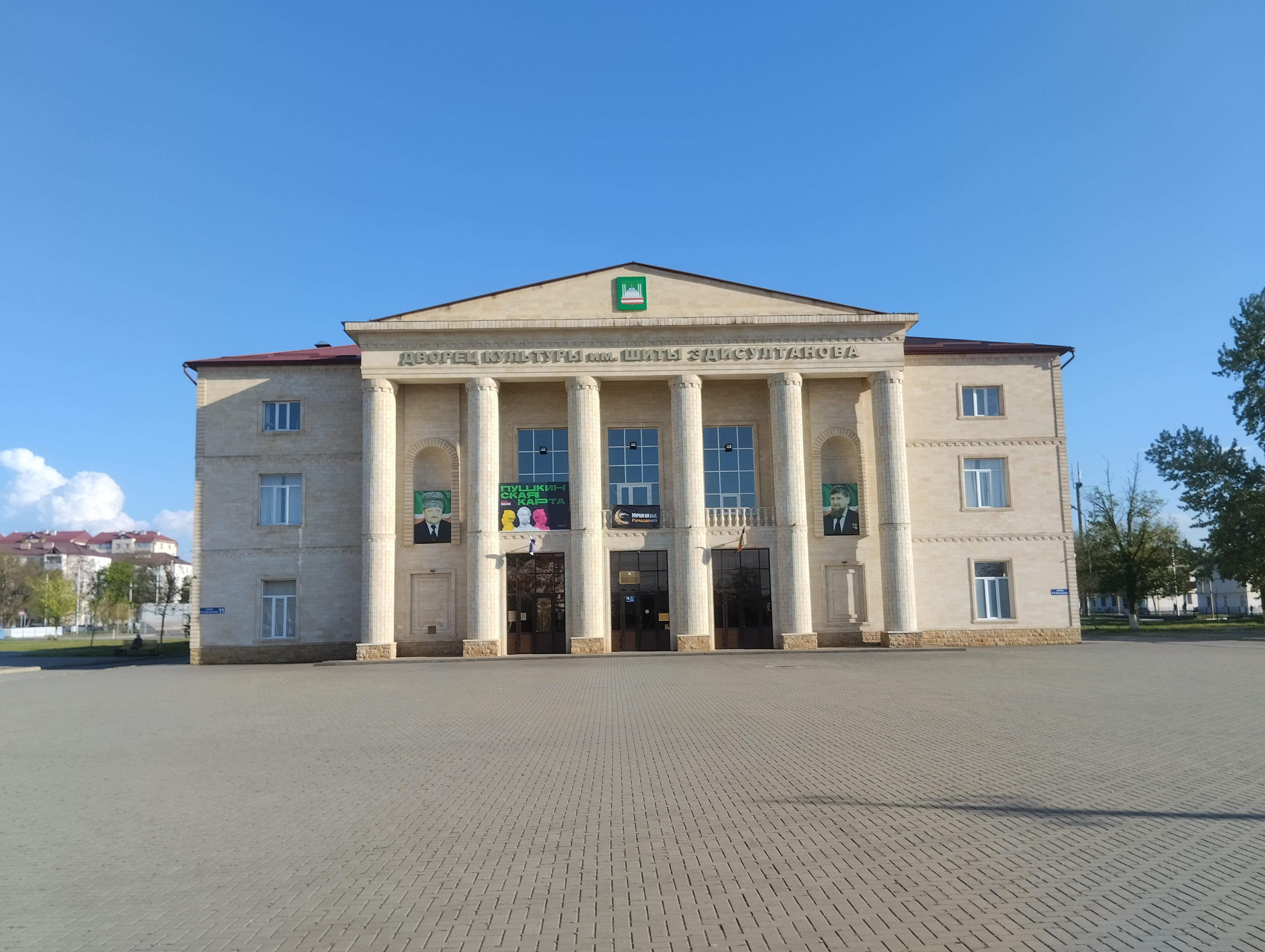
Дом культуры имени Шиты Эдисултанова.

Шита́ Шамсуди́нович Эдисулта́нов (30 августа 1936, Грозный, Северо-Кавказский край — 7 августа 2002, Грозный) — чеченский артист разговорного жанра, танцор, композитор, поэт-песенник, Народный артист Чечено-Ингушской АССР, Заслуженный деятель культуры Чечено-Ингушской АССР.

## Биография
Родился в посёлке Черноречье (ныне район Грозного). В 1944 году был депортирован. В годы депортации жил в Казахстане. Культура депортированных народов находилась под фактическим запретом. После смерти Сталина власть начала постепенно проводить политику реабилитации депортированных.
В 1957 году было решено восстановить ликвидированный после депортации Чечено-Ингушский ансамбль песни и танца. Был объявлен конкурсный набор для комплектования нового состава и Эдисултанов стал членом этого коллектива. Через некоторое время он создал собственный музыкальный коллектив «Илли».
В 1980-х годах Шита Эдисултанов был признанным артистом разговорного жанра, без участия которого не обходилось ни одно значимое культурное событие в Чечено-Ингушетии. Люди пересказывали друг другу его шутки и миниатюры, которые часто начинали словами: «Как сказал Шита…».

## Семья
Супругой Эдисултанова была Народная артистка Чечено-Ингушетии, Заслуженная артистка РСФСР Зулай Сардалова. Долгое время они были солистами ансамбля «Вайнах».

## Память
Построенному в 1957 году в Черноречье Дворцу культуры химиков было присвоено имя Шиты Эдисултанова.

## Фильмография
- «Приходи свободным» — эпизод.